# Relais de poste à chevaux (Benfeld)
Le relais de poste à chevaux est un monument historique situé à Benfeld, dans le département français du Bas-Rhin.

## Localisation
Ce bâtiment est situé au 2, avenue de la Gare à Benfeld.

## Historique
Selon le dictionnaire géographique de la poste publié en 1802, l'établissement était exactement classifié en tant que relais de poste aux chevaux : 

« BENFELD, B. Rhin, Chef-lieu de Canton, Relais de P. aux ch. Bureau de Poste situé sur la route de Strasbourg à Colmar, distant de Strasbourg 28 kil, de Paris 472. Taillandrie. »

— A. F. Lecousturier aîné, sous-chef du Bureau de la recherche des lettres mal adressées, et F. Chaudouët, vérificateur de Taxe, Dictionnaire géographique des Postes aux Lettres de tous les Départmens de la République française (1802)
L'édifice fait l'objet d'une inscription au titre des monuments historiques depuis 1986.

## Architecture

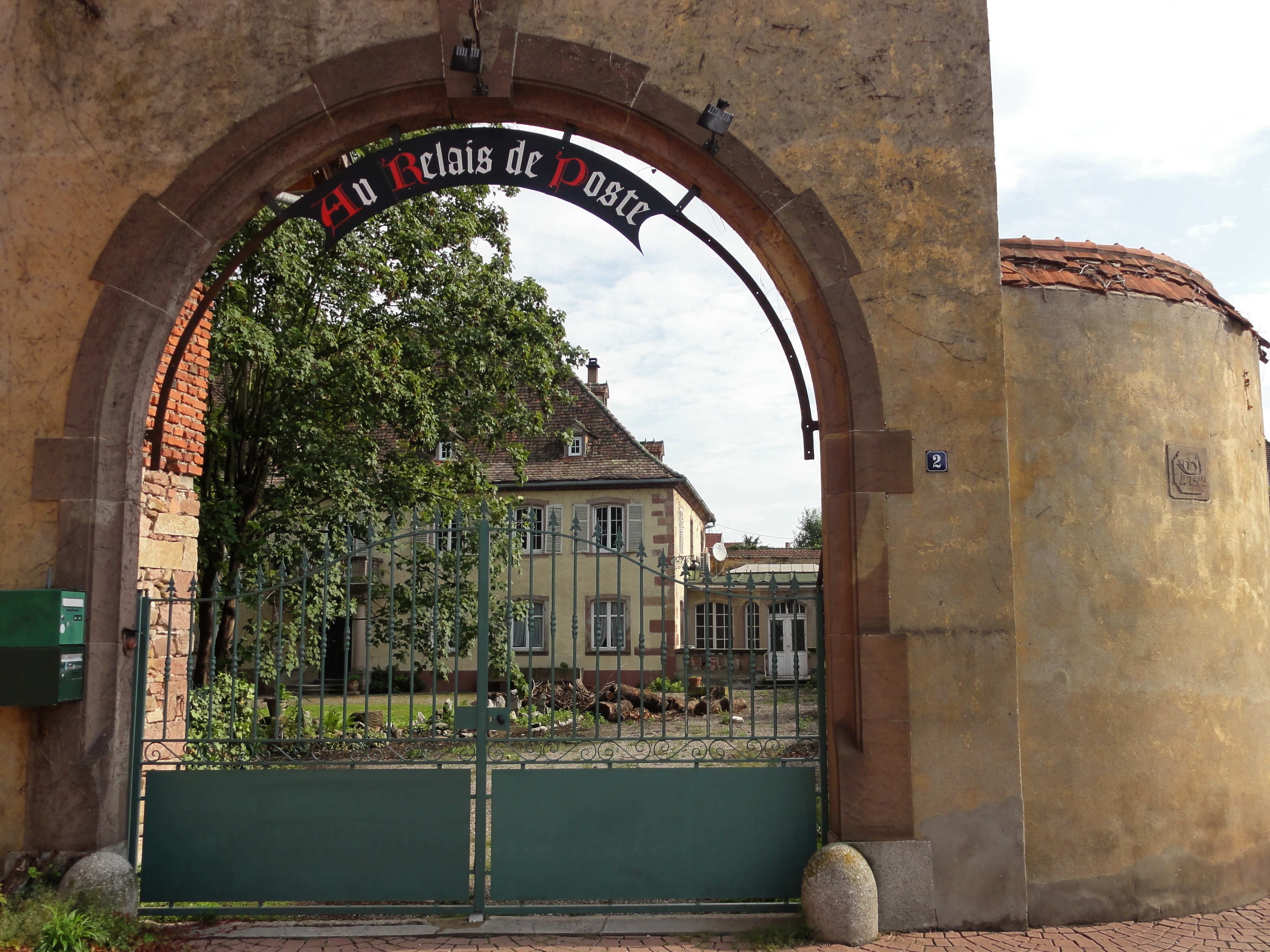
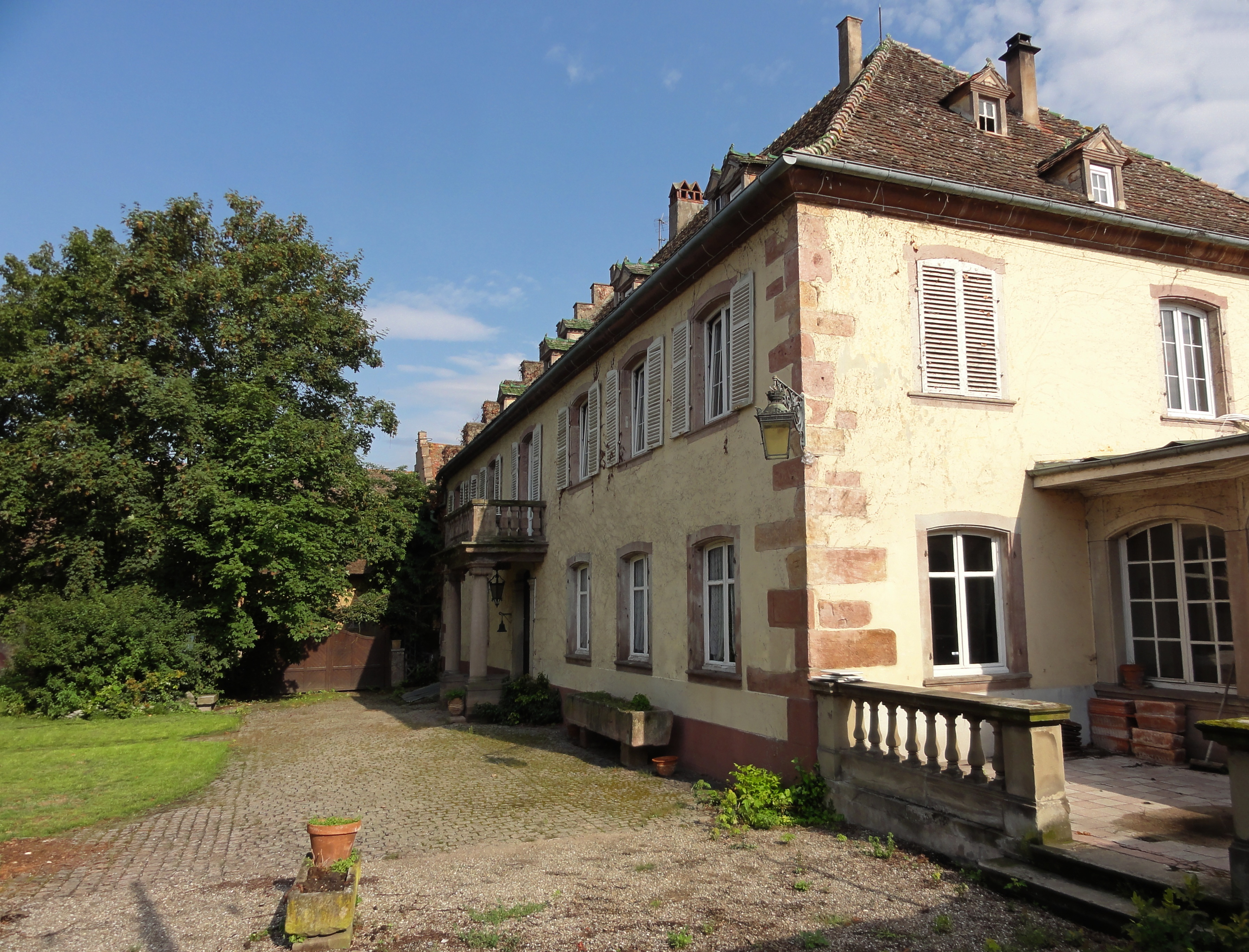
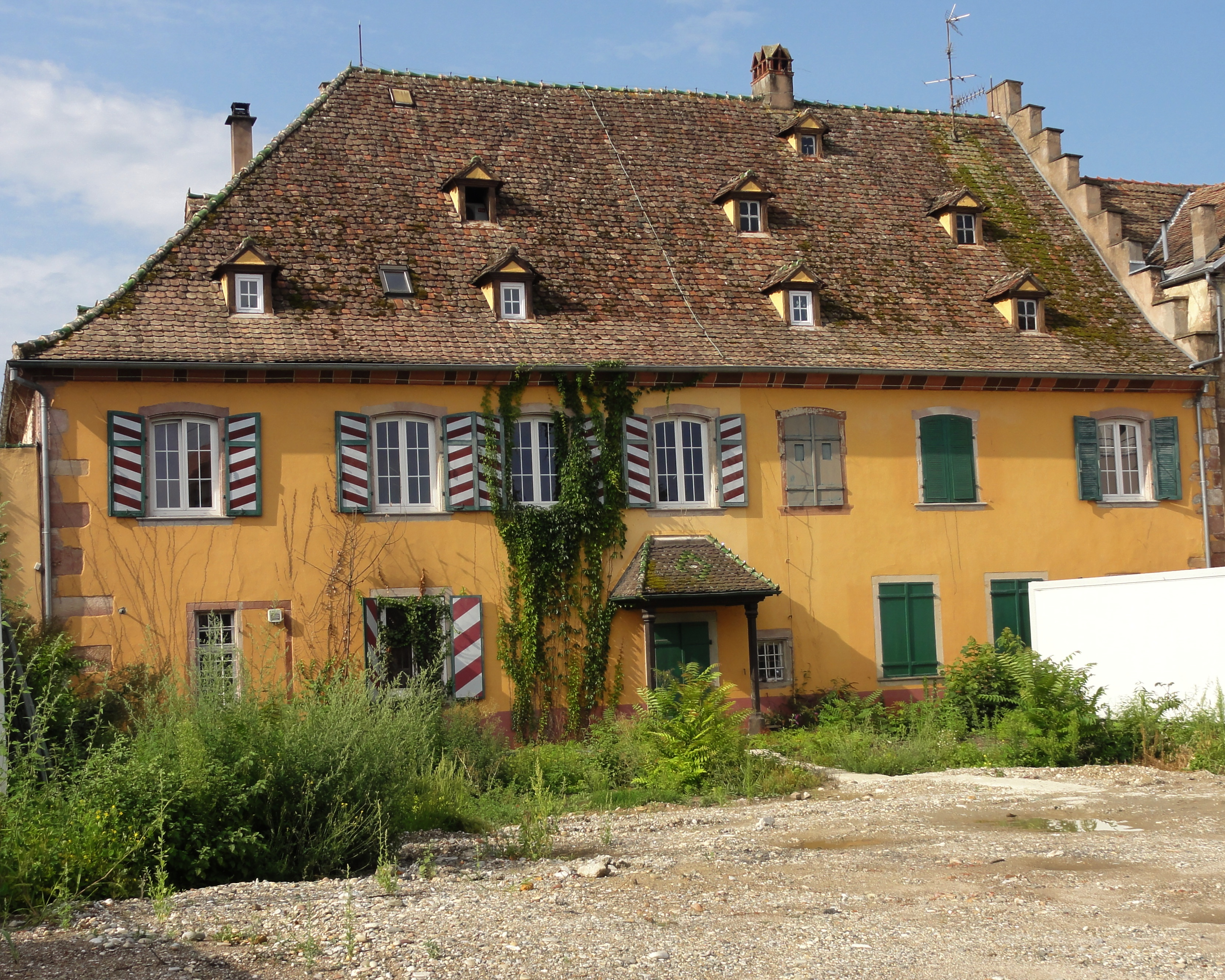
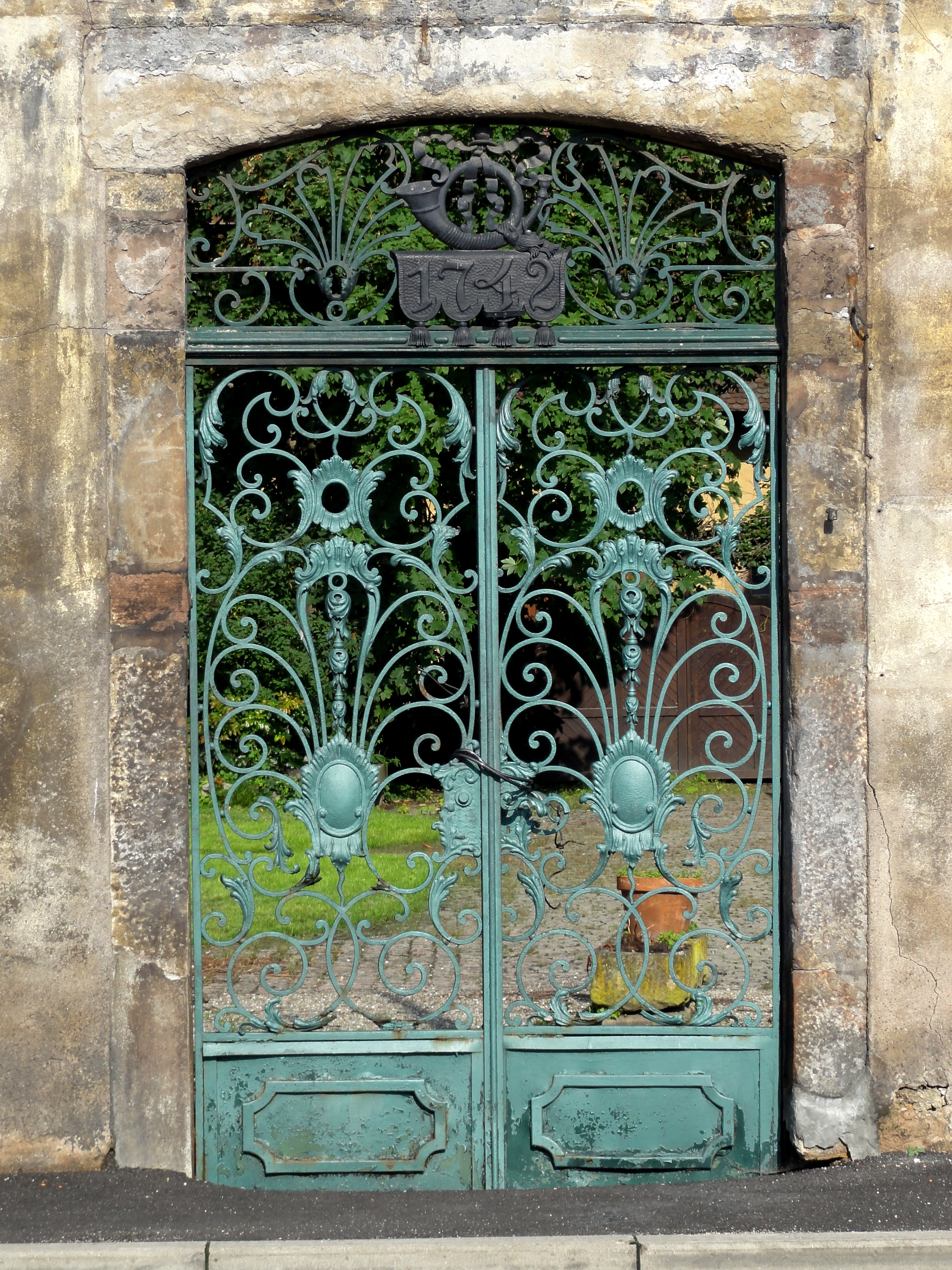